# European Cyclists' Federation

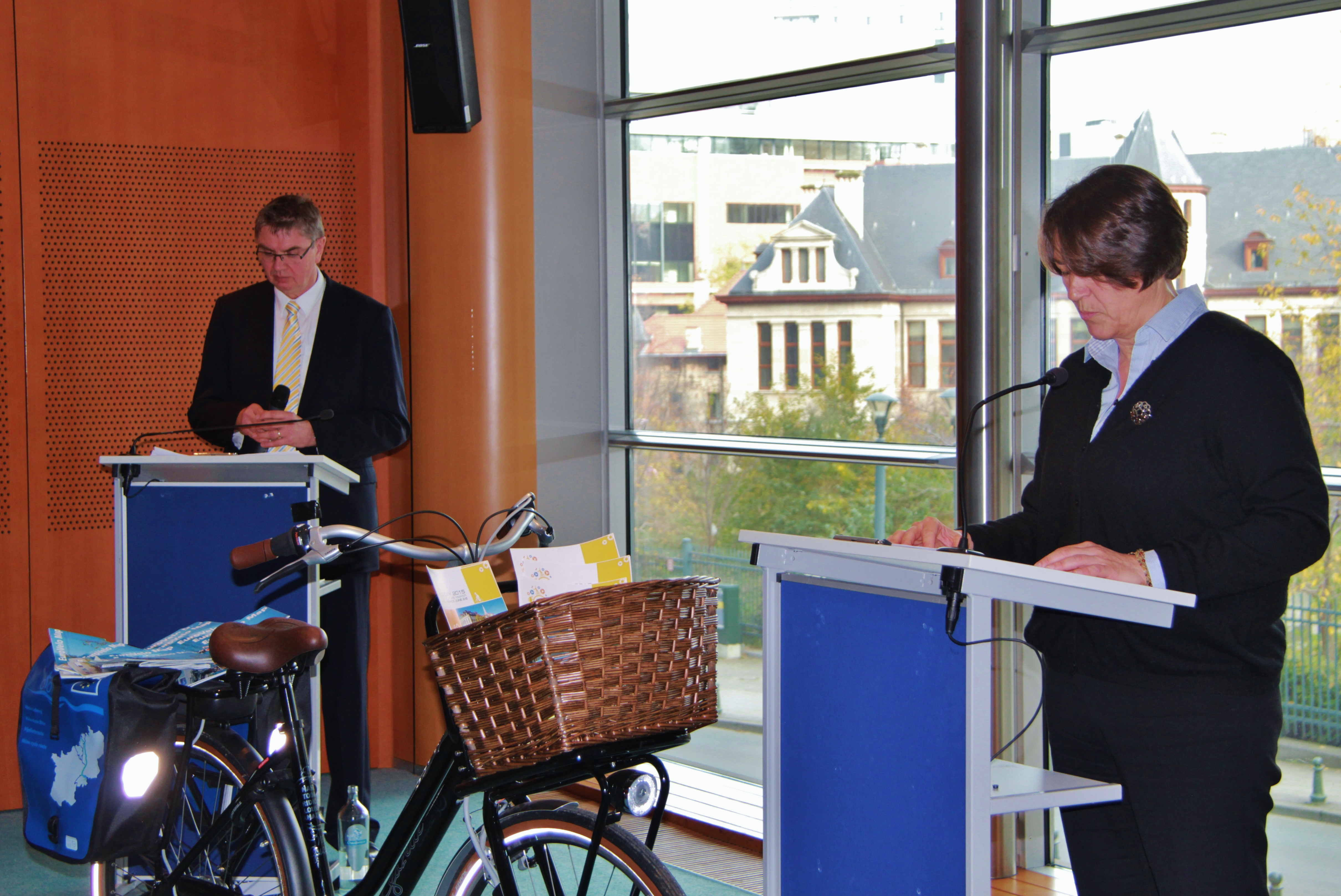

La federazione europea ciclisti (ECF, dall'inglese European Cyclists' Federation)  è una federazione che raccoglie organizzazioni nazionali per la mobilità urbana in bicicletta.

## Descrizione
ECF, fondata nel 1983 da 12 associazioni di utenti della bicicletta, conta attualmente circa 60 organizzazioni associate in 37 paesi.
ECF è impegnata per:
- promuovere e incoraggiare l'uso della bicicletta dentro e fuori l'Europa
- politiche della ciclabilità a livello europeo
- il ciclo-turismo come fattore economico sostenibile
- una mobilità amica dell'ambiente
- la bicicletta come fattore della salute
- la bicicletta come segmento dell'intermodalità
- la sicurezza per gli utenti deboli della strada

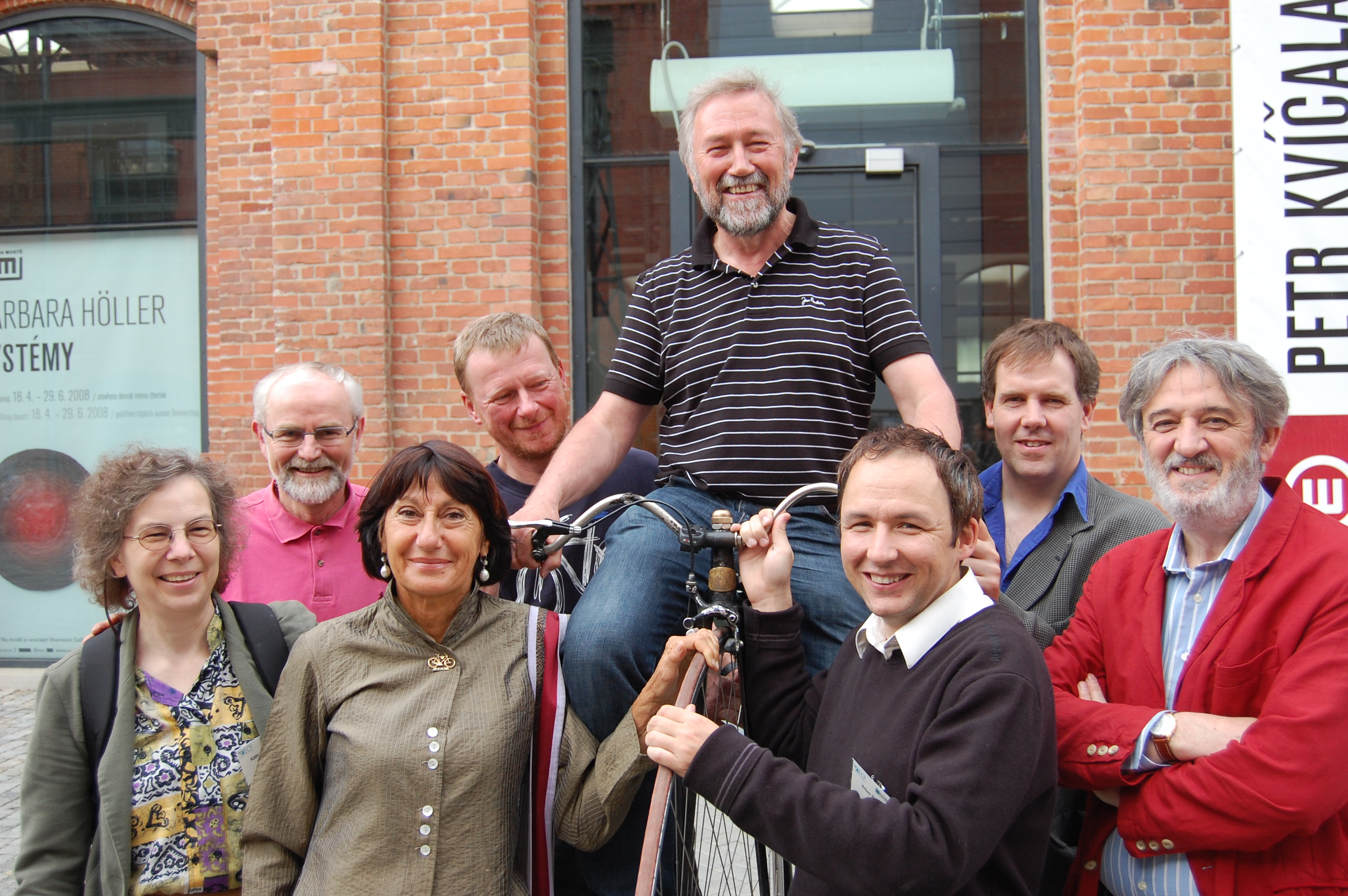
ECF Management committee at the General Assembly in Brno 2008

L'ECF gestisce la serie di conferenze "Velo-city", il progetto di vie ciclabili EuroVelo e svolge azione di lobbying nelle istituzioni europee su mobilità urbana, intermodalità, cambiamento climatico, sicurezza e salute.
ECF è impegnata ad assicurare che l'uso della bicicletta raggiunga il suo pieno potenziale nella mobilità sostenibile e nel benessere pubblico. A questo scopo l'ECF cerca di influire sulle politiche, le attitudini e l'allocazione di risorse a livello europeo.
L'ECF vuole stimolare ed organizzare lo scambio di informazione e competenze sulle politiche e le strategie trasportistiche della bicicletta, ed al tempo stesso il lavoro del movimenti dei ciclisti.
(ECF Annual General Meeting, 21-06-98, Trondheim)

## Organizzazioni aderenti
| Organizzazione                                                        | Sito web                                            | Stato                           |
| --------------------------------------------------------------------- | --------------------------------------------------- | ------------------------------- |
| ARGUS                                                                 |                                                     | Austria (bandiera)              |
| IG- Fahrrad                                                           |                                                     | Austria (bandiera)              |
| Fietsersbond                                                          |                                                     | Belgio (bandiera)               |
| Fietsersbond                                                          |                                                     | Paesi Bassi (bandiera)          |
| GRACQ                                                                 |                                                     | Belgio (bandiera)               |
| Udruga BICIKL                                                         | Archiviato il 20 febbraio 2011 in Internet Archive. | Croazia (bandiera)              |
| Dansk Cyklist Forbund (DCF)                                           |                                                     | Danimarca (bandiera)            |
| Vänta Aga                                                             |                                                     | Estonia (bandiera)              |
| HePo (Helsingin Polkupyöräilijät)                                     | Archiviato il 12 maggio 2013 in Internet Archive.   | Finlandia (bandiera)            |
| AF3V (Association Française des Véloroutes et Voies Vertes)           |                                                     | Francia (bandiera)              |
| FUBicy (Fédération Française des Usagers de la Bicyclette)            |                                                     | Francia (bandiera)              |
| ADFC (Allgemeiner Deutscher Fahrrad Club)                             |                                                     | Germania (bandiera)             |
| Filoi tou podèlatou (Friends of the Bicycle)                          |                                                     | Grecia (bandiera)               |
| Magyar Kerékpárosklub (Hungarian Cyclists' Club)                      |                                                     | Ungheria (bandiera)             |
| Landssamtök hjólreiðamanna - Icelandic Cyclists' Federation (LHM)     |                                                     | Islanda (bandiera)              |
| Dublin Cycling Campaign                                               |                                                     | Irlanda (bandiera)              |
| FIAB (Federazione Italiana Ambiente e Bicicletta)                     |                                                     | Italia (bandiera)               |
| Latvijas Velocelojumu Informacijas Centre                             |                                                     | Lettonia (bandiera)             |
| Lithuanian Cyclists' Community                                        |                                                     | Lituania (bandiera)             |
| LVI (Lëtzebuerger Velos-Initiativ)                                    |                                                     | Lussemburgo (bandiera)          |
| Cycling Touring Club Malta                                            |                                                     | Malta (bandiera)                |
| SLF (Syklistenes Landsforening)                                       |                                                     | Norvegia (bandiera)             |
| FPCUB (Federação Portuguesa Cicloturismo e Utilizadores de Bicicleta) |                                                     | Portogallo (bandiera)           |
| FBR                                                                   |                                                     | Romania (bandiera)              |
| Bicycle Transportation Union (Велотранспортный союз)                  | Archiviato il 22 maggio 2013 in Internet Archive.   | Russia (bandiera)               |
| Russian Cycle Touring Club                                            |                                                     | Russia (bandiera)               |
| Jugo cikling kampanja                                                 |                                                     | Serbia (bandiera)               |
| Slovenský Cykloklub                                                   |                                                     | Slovacchia (bandiera)           |
| Slovenska Kolesarska mreza (Slovenian Cyclists´ Network)              |                                                     | Slovenia (bandiera)             |
| ConBici                                                               |                                                     | Spagna (bandiera)               |
| CCUB (Coordinadora Catalana d'Usuaris de la Bicicleta)                |                                                     | Spagna (bandiera)               |
| Pro Velo Svizzera                                                     |                                                     | Svizzera (bandiera)             |
| Bisikletliler Dernegi                                                 |                                                     | Turchia (bandiera)              |
| CCN (Cycle Campaign Network)                                          |                                                     | Regno Unito (bandiera)          |
| CTC (Cyclists' Touring Club)                                          |                                                     | Regno Unito (bandiera)          |
| Green Tour Bosnia & Herzegovina                                       |                                                     | Bosnia ed Erzegovina (bandiera) |
| Cyklo Klub Kučera Znojmo                                              |                                                     | Rep. Ceca (bandiera)            |
| Foreningen Frie Fugle                                                 |                                                     | Danimarca (bandiera)            |
| VeloPoland                                                            |                                                     | Polonia (bandiera)              |

## Organizzazioni associate
- Bicycle Federation of Australia (Australia)
- AEVV - EGWA, European Greenways Association  (Belgium)
- Pro Velo asbl  (Belgium)
- T & E, the European Federation for Transport and Environment  (Belgium)
- Vélo Québec  (Canada)
- Cyprus Tourism Organisation (Cyprus)
- Nadace Partnerstvi  (Czech Republic)
- I-ce- Interface for Cycling Expertise, (Netherlands)
- Fietskaart Informatie Stichting|FIS - Fietskaart Informatie Stichting, (Netherlands)
- Stichting Landelijk Fietsplatform (Netherlands)
- PSWE (Pomeranian Association Common Europe)  (Poland)
- EPCE - Polish Environmental Partnership Foundation   (Poland)
- VCS / ATE  (Switzerland)
- Svensk Cycling  An organization of cycle manufacturers, importers and bicycle dealers (Sweden)
- Sustrans (Head Office) (United Kingdom)
- Thunderhead Alliance  Archiviato il 9 settembre 2018 in Internet Archive. (USA)
- One Street  (USA)
- Network of Finnish Cycling Municipalities Finland
- Départements & Régions cyclables (France)
- Toerisme Vlaanderen/ Ciclismo Fiandre Belgio Archiviato il 21 agosto 2016 in Internet Archive.
- Cycling Hungary Alliance - Hungary